# Helen Duncan

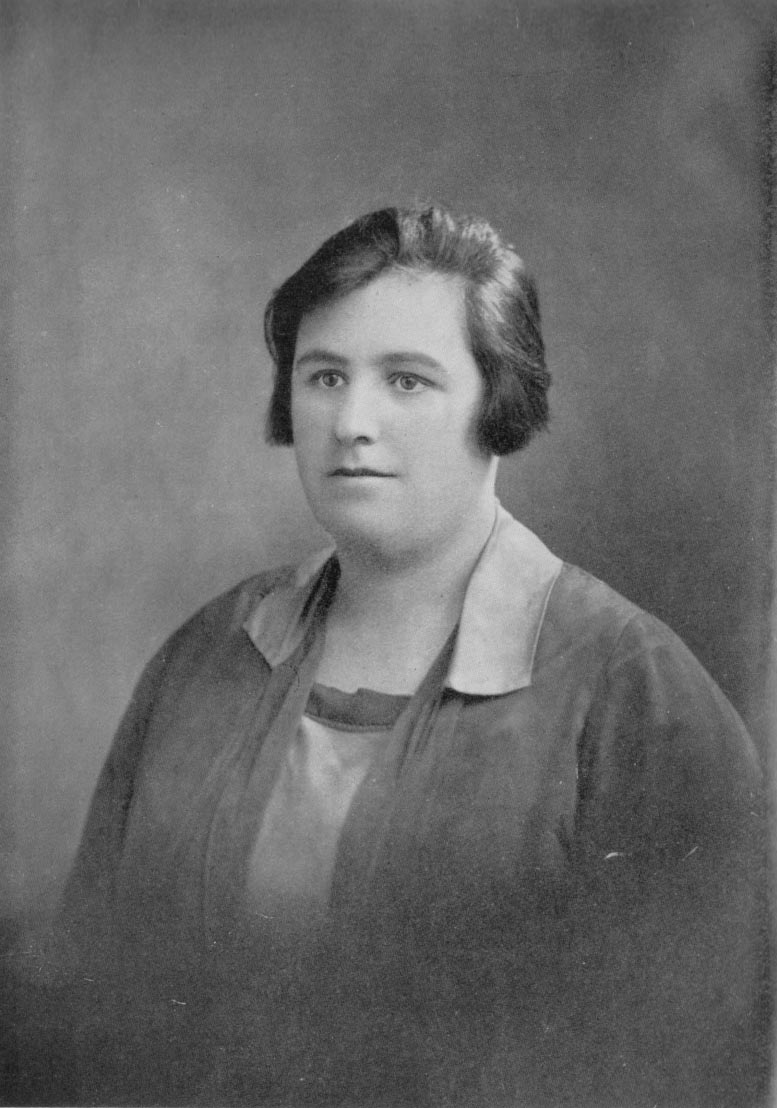
Helen Duncan, 1931

Helen Duncan (* 25. November 1897 in Callander als Helen MacFarlane, Perthshire, Schottland; † 6. Dezember 1956) war ein schottisches Medium und 1944 die letzte nach dem Witchcraft Act von 1735 ins Gefängnis gesperrte Person. Sie wird mitunter fälschlich als letzte in Europa als Hexe verurteilte Frau bezeichnet.

## Leben
Duncan, genannt Nellie, wurde als Tochter eines Dachdeckers geboren. Als sie im Alter von 17 Jahren ein uneheliches Kind auf die Welt brachte, wurde sie von ihren Eltern verstoßen. Sie heiratete einen Tischler. Dieser wurde im Ersten Weltkrieg verwundet und konnte kaum arbeiten. Um ihre Familie mit insgesamt acht Kindern zu unterhalten, nahm sie unterschiedliche Arbeiten an. So spann sie Wolle, half in einer Munitionsfabrik aus, buk Brot, wusch Kleidung und blich Leinen. In den 1920er Jahren begann sie damit, gegen Bezahlung private Séancen abzuhalten. 1933 wurde Duncan als Trickbetrügerin verurteilt.

## Weissagungen

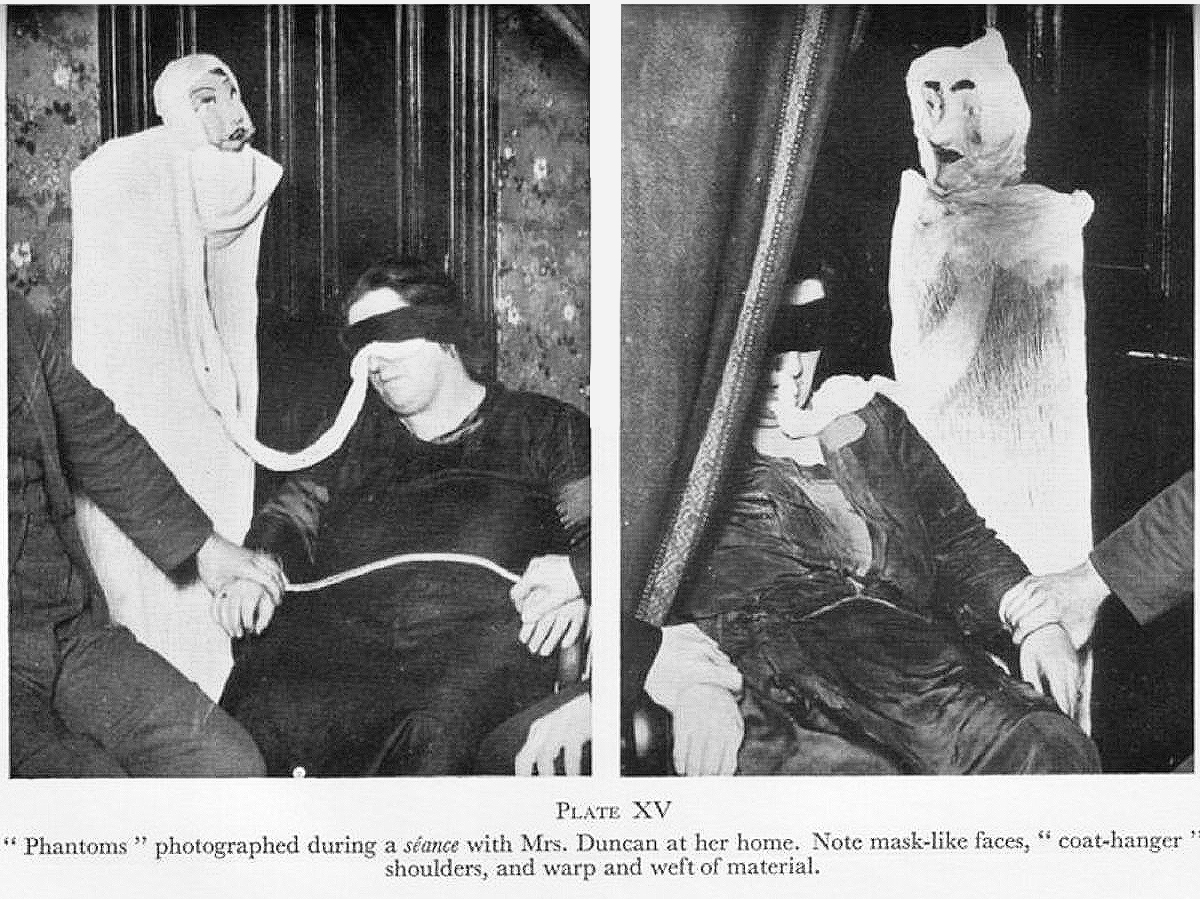
Helen Duncan bei einer Séance

Heftige Wutausbrüche bei den Sitzungen brachten ihr den Spitznamen Hellish Nel (Höllische Nellie) ein. Sie würgte mit Eiweiß getränkten Mull während den Sitzungen hoch, untermalt von Lauten aus diesem Ektoplasma, welches sich zu Erscheinungen formte. Der Geisterjäger Harry Price überführte diese Erscheinungen als Tücher und Puppen.
Aufsehen erregte eine Weissagung im Jahre 1941. In Portsmouth erschien Duncan angeblich der Geist eines toten Matrosen, der auf der Barham gedient hatte. Das Schlachtschiff wurde am 25. November 1941 im Mittelmeer von dem deutschen U-Boot U 331 versenkt. 861 Besatzungsmitglieder kamen dabei ums Leben. Zum Zeitpunkt der Erscheinung allerdings hielt die Regierung den Untergang noch unter Verschluss. Man geht davon aus, dass sie durch Kondolenzbriefe der Regierung, die bereits verschickt worden waren, davon erfuhr.

## Verhaftung und Prozess
Im Januar 1944 nahm sie bei einer Sitzung den Geist einer jungen Frau an. Diese war nach Duncans Aussage die Schwester eines Gastes. Allerdings war dessen Schwester noch nicht verstorben. Duncan erklärte, es sei der Geist einer weiteren Schwester, die als Frühgeburt starb. Daraufhin wurde sie von dem Gast angezeigt. Am 19. Januar wurde sie bei einer Séance festgenommen. Sie und ihre drei Gehilfen wurden in der Folge am 6. April 1944 zu neun Monaten Haft verurteilt, wovon sie allerdings nur sechs verbüßte. Die Verurteilung erfolgte auf Grund des Witchcraft Act, eines aus dem Jahr 1735 stammenden Anti-Hexerei-Gesetzes. Dieser stellte allerdings nicht die Hexerei als solche, sondern die Ausnutzung des Glaubens an Hexen zu betrügerischen Zwecken unter Strafe. Duncan war die letzte Person, die auf Grund dieses Gesetzes inhaftiert wurde. Das Medium Jane Rebecca Yorke war die letzte Person, die nach diesem Gesetz verurteilt wurde, allerdings nur zu einer Geldstrafe.
Der Witchcraft Act wurde 1951 auf Betreiben von Winston Churchill außer Kraft gesetzt.
In den Jahren 2001, 2008 und 2012 forderten eingereichte Petitionen, die Verurteilung posthum aufzuheben. Dies wurde jedoch vom schottischen Parlament abgelehnt.